# Theodor Merrill

Theodor Merrill (oben links, ca. 1906) mit Eltern und Geschwistern

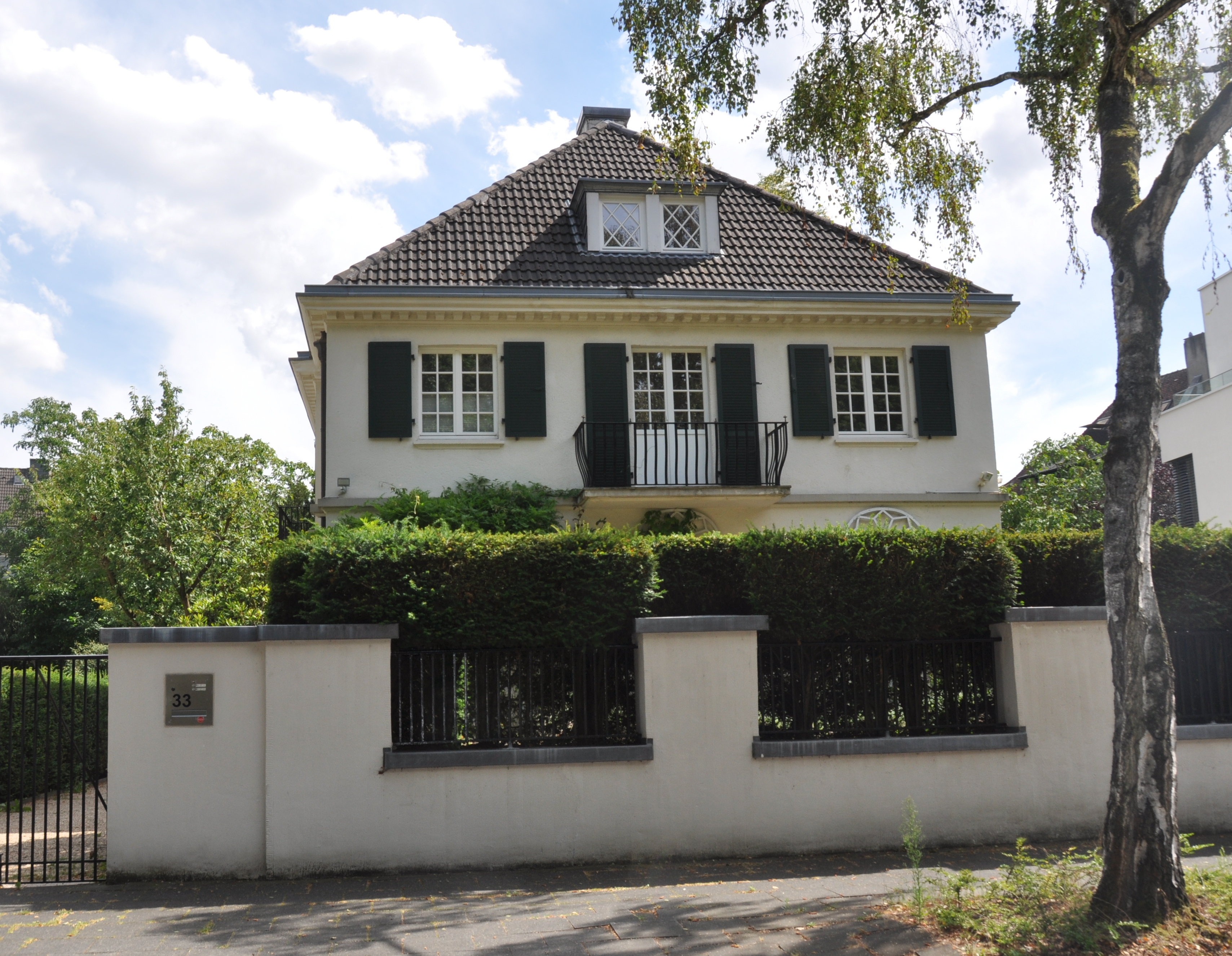
Am Südpark (1920–1922)

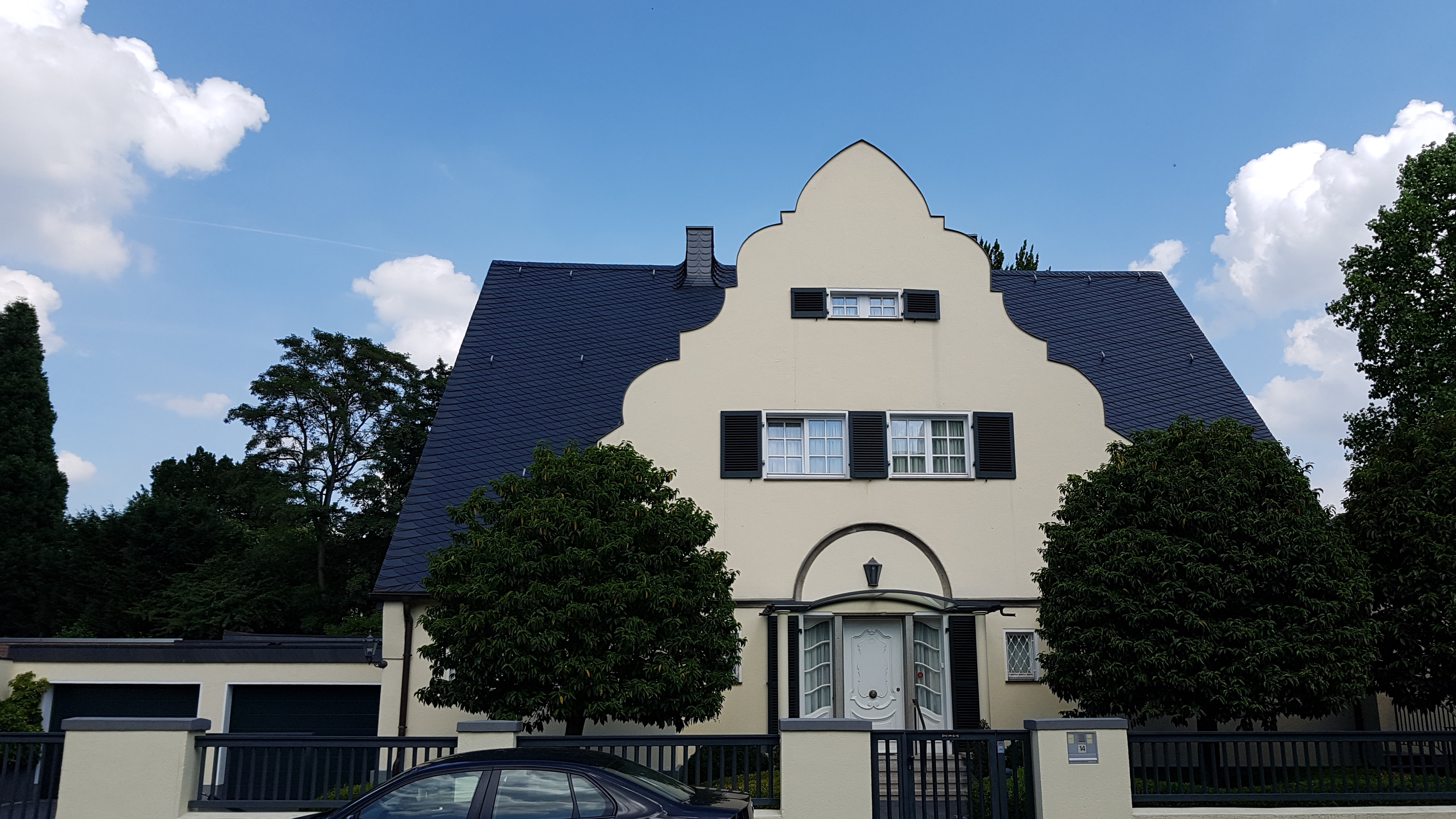
Eugen-Langen-Straße 14 (1921–1922)

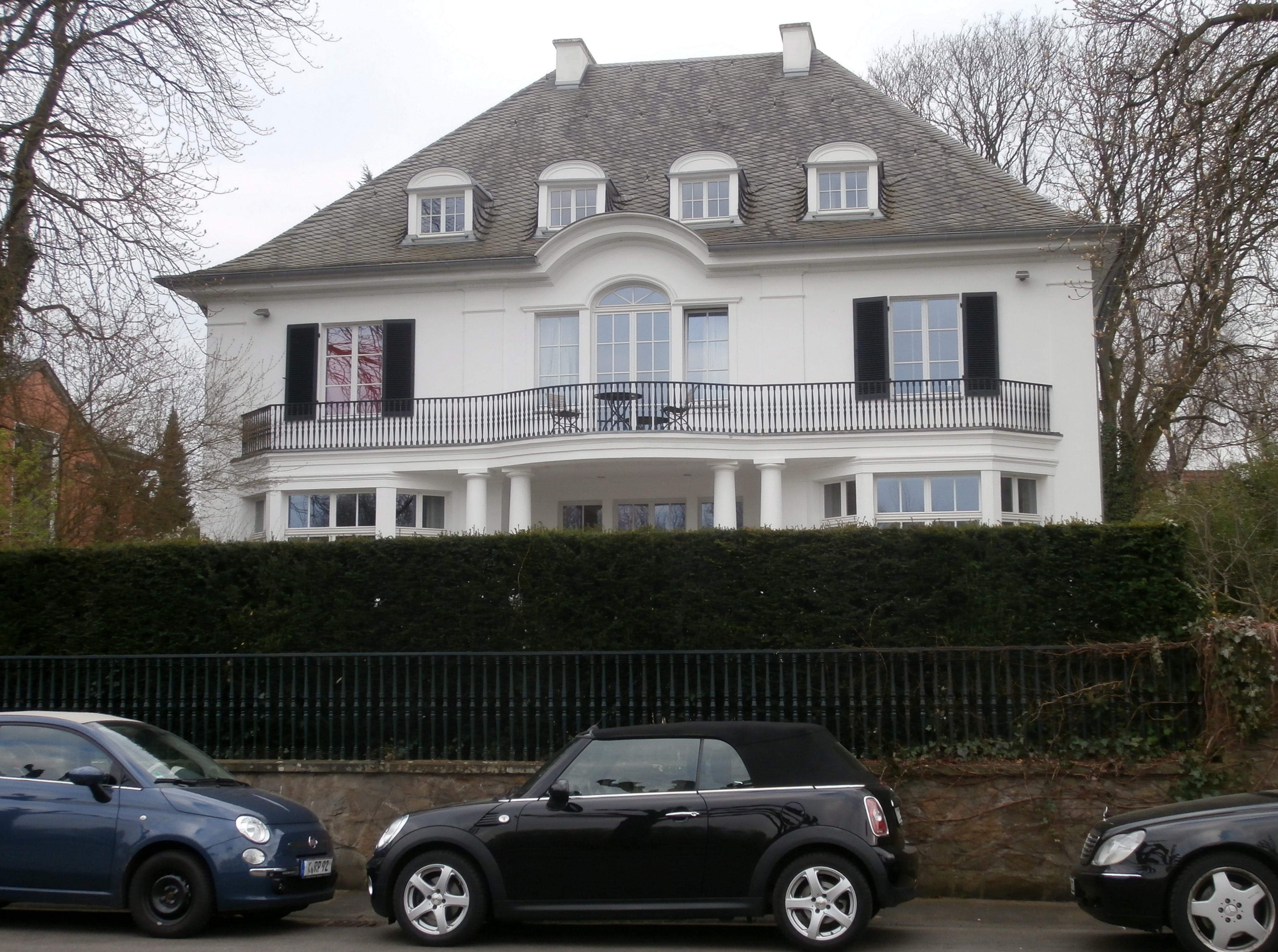
Uferstraße 29 (1925)

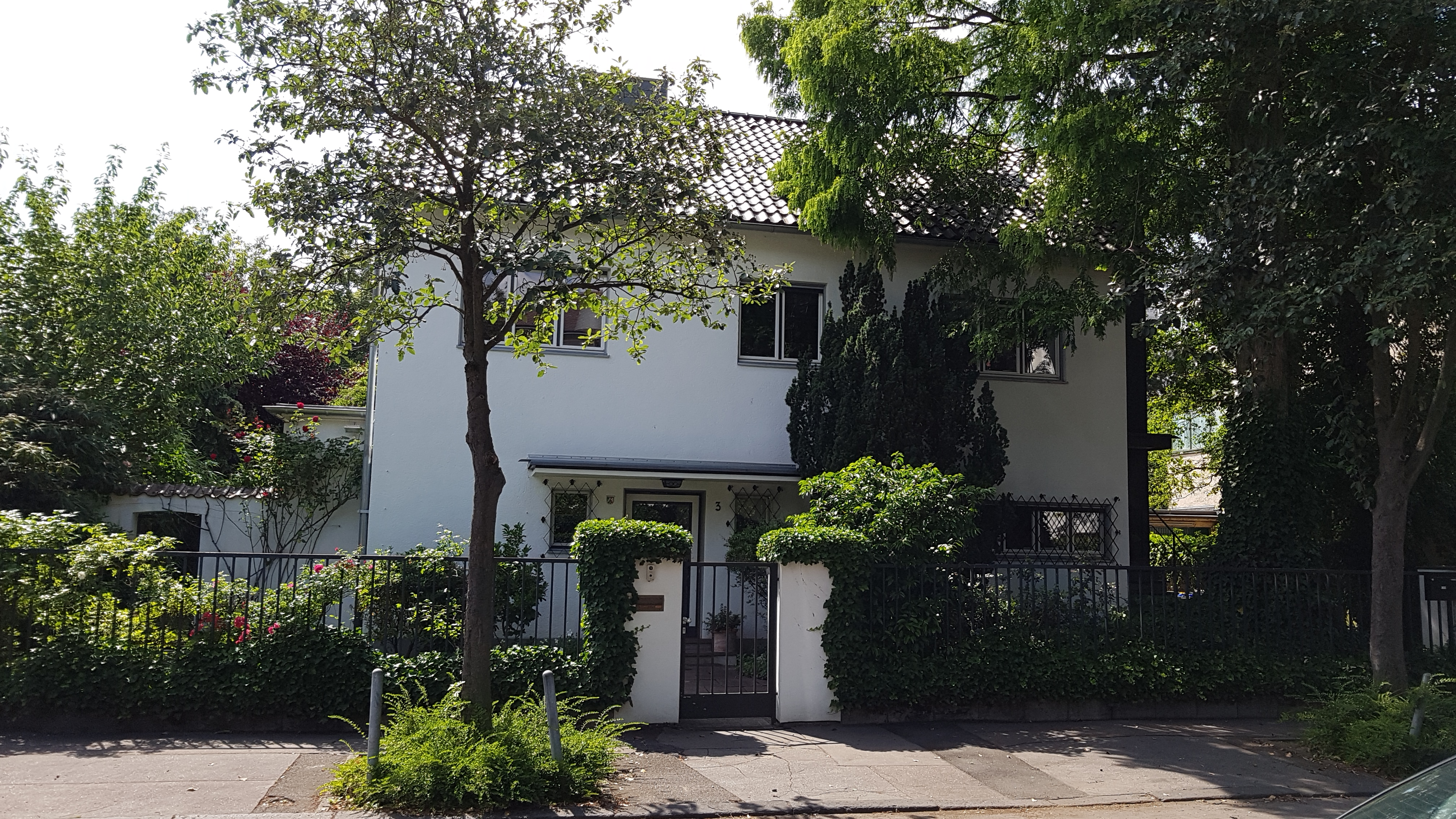
Eugen-Langen-Straße (1933–1934)

Theodor Edwin Merrill (* 9. Mai 1891 in Köln; † 31. März 1978 in Tutzing, Oberbayern) war ein deutsch-amerikanischer Architekt.

## Leben
Merrill war ein Sohn des aus Boston gebürtigen Hervey Cotton Merrill (1862–1953), der an der University of Michigan in Ann Arbor Zahnmedizin studiert und dabei seine deutsche Kommilitonin und spätere Ehefrau Helen Anastasia Hefter (1865–1934) kennen gelernt hatte. Nachdem er 1885 und sie 1886 mit der Promotion zum Doctor of Dental Surgery ihre Ausbildung beendet hatten, begleitete er sie nach Köln, wo ihr Vater gerade das Amt des Pfarrers der Anglikanischen Gemeinde übernommen hatte. Dort eröffnete H. C. Merrill eine zahnärztliche Praxis, war aber auch im Immobilienhandel sowie vor allem als Anreger und Planer von Parkanlagen und Villen tätig.:124
Theodor Merrill wuchs in New York auf und studierte an der Cornell University in Ithaca (NY), zog mit den Eltern 1913 nach Köln und erwarb kurz vor Beginn des Ersten Weltkriegs den akademischen Grad eines Diplom-Ingenieurs an der RWTH Aachen. 1921 gründete er mit Ernst Leybold, einem Kaufmann und Immobilienmakler, ein auf die Vermarktung von Immobilien nach eigenen Planungen spezialisiertes Unternehmen unter der Firma Merrill & Leybold.:125 Er wirkte im Kölner Raum und betätigte sich vorwiegend auf dem Gebiet des gehobenen Einfamilienhaus- und Villenbaus. Merrill gehörte zu den Hauptarchitekten der Villenkolonie Köln-Marienburg. Bereits vor dem Ersten Weltkrieg wirkte er an der Gartensiedlung Gronauerwald mit. Ende der 1920er Jahre initiierte er die Villensiedlung Köln-Hahnwald. Die Gartenanlagen ließ er vielfach vom Gartenarchitekten Heinrich Wiepking-Jürgensmann gestalten, 1927 eröffnete dieser in Gemeinschaft mit Merrill ein Zweigbüro in Köln.
Weiter beteiligte Merrill sich 1925 am Kölner Hochhaus-Wettbewerb und entwarf mit Wilhelm Riphahn, Caspar Maria Grod und Emil Rudolf Mewes Bauten für die Genossenschaftssiedlung in Köln-Zollstock.
Von 1933 bis 1939 war Fritz Ruempler Mitarbeiter von Theodor Merrill und führte das Büro nach dessen Emigration unter seinem Namen weiter. 1959 schloss sich Merrill nach der Rückkehr aus dem Exil erneut mit Fritz Ruempler zu einer Arbeitsgemeinschaft zusammen, die Ende der 1960er Jahre aufgrund der allgemeinen Baukrise wieder aufgelöst wurde. Sein Nachlass wird im Historischen Archiv der Stadt Köln (Bestand 1586) aufbewahrt. Merrill war zeitlebens Staatsbürger der Vereinigten Staaten von Amerika.:128

## Bauten
- vor 1915: Entwürfe für die Gartensiedlung Gronauerwald in Bergisch Gladbach[3]
- 1919: Erweiterung des Turmhofs in Bad Godesberg[4]
- 1920–1922: Wohnhaus Kleinejung in Köln-Marienburg[4]
- 1921–1922: Wohnhaus für Dr. Esser in Köln-Marienburg[4]
- 1921–1923: Villa Brügelmann in Köln-Rodenkirchen[2]⊙
- 1922–1924: Dienstvilla für H. Grünwald, den Generaldirektor der Kölnischen Rückversicherungs-Gesellschaft, in Köln-Marienburg, Goethestraße 66[5]⊙
- 1923–1924: Haus Schmidt in Köln-Marienburg, Rondorfer Straße 9 (später Residenz der indischen Botschaft; 1977 abgerissen)[6]
- 1925: Wohnhaus im englischen Landhausstil für den Kaufmann F. Goldmann in Köln-Marienburg[7][8] ⊙
- 1925: Villa für Emil Hoesch in Hagen-Eppenhausen, Goldene Pforte 1[9] ⊙
- 1925–1926: Wohnhaus für Heinrich Fr. Wiepking-Jürgensmann in Berlin-Lichterfelde⊙
- vor 1926: Wohnhaus Schl. in Düsseldorf[8]
- vor 1926: Dreihäusergruppe in Köln-Marienburg[8]
- vor 1926: Wohnhaus Stüssgen in Köln-Marienburg[8]
- vor 1926: Wohnhaus Fr. in Köln-Marienburg[8]
- 1927–1930: „Haus Sonneck“ in Köln-Hahnwald (2008 abgerissen)[2]
- 1927–1930: Wohnsiedlung Zollstock in Köln-Zollstock, Höninger Weg, Zollstockgürtel (mit Wilhelm Riphahn, Caspar Maria Grod und Emil Mewes)
- 1928–1929: Wohnhaus für Richard Seewald in Köln-Rodenkirchen[10] ⊙
- 1929–1930: Wohn- und Atelierhaus für die Künstlerinnen Hildegard Domizlaff und Helen Wiehen in Köln-Müngersdorf
- 1929–1934: Gruppe von sieben Wohnhäusern an der Rheinuferstraße in Köln-Rodenkirchen (mit Adolf und Wilhelm Quebe, Jan Op Gen Oorth und Hans Schumacher)[11]
- vor 1931: eigenes Wohnhaus in Köln-Rondorf[12]
- vor 1931: Wohnhaus in Köln-Marienburg[12]
- vor 1931: Tagesanlagen der Zeche Königsgrube in Wanne-Eickel[12]
- 1931–1932: Wohnhaus großen Stiles bei Köln[13]
- 1931–1932: Wohnhaus in Bonn[13]
- 1932: Appartementhaus Foyer in Luxemburg, Arloner Straße (mit Jean Deitz)
- 1933–1934: Wohnhaus in Köln-Marienburg
- 1935: Haus Birkhof für den Unternehmer Alfons Mauser in Köln-Hahnwald (2016/2017 abgebrochen)[14]
- 1934–1935: Wohnhaus für A. Z. in Ratingen[15]
- 1935–1936: Wohnhaus R. in der Gartenstadt Meererbusch[15]
- 1936: Wohnhaus für Dr. O. in Köln-Rondorf[15]
- 1936: Wohnhaus (S.) M. in Aegidienberg im Siebengebirge (mit Fritz Ruempler)[16][14]
- 1937: Haus Clee für Kommerzienrat Josef Kaiser in Waldniel[17][18] ⊙
- 1937: Verwaltungsgebäude der Kohlenhansa in Köln[17]
- vor 1938: Wohnhaus für A. D. in Bad Godesberg[14]
- vor 1938: Arzthaus für Dr. Br. in Köln-Mülheim[14]
- vor 1938: Wohnhaus W. in Köln-Marienburg[14]
- 1958–1959: Villa für Ernst Leybold in Köln-Hahnwald, Am neuen Forst (mit Fritz Ruempler)[2]
- vor 1964: Wohnhaus im Bergischen Land (mit Fritz Ruempler)[19]
- vor 1965: Wohnhaus bei Köln (mit Fritz Ruempler)[20][21]
- vor 1965: Mietwohnungen bei Lugano[21]